# Tomort
Tomort är en bergstopp i Kina. Den ligger i den autonoma regionen Xinjiang, i den nordvästra delen av landet, omkring 550 kilometer öster om regionhuvudstaden Ürümqi. Toppen på Tomort är 4 886 meter över havet.
Tomort är den högsta punkten i trakten. Runt Tomort är det mycket glesbefolkat, med 5 invånare per kvadratkilometer. Det finns inga samhällen i närheten. Trakten runt Tomort är permanent täckt av is och snö.
Genomsnittlig årsnederbörd är 709 millimeter. Den regnigaste månaden är juni, med i genomsnitt 208 mm nederbörd, och den torraste är mars, med 2 mm nederbörd.